# Bromelia scarlatina
Espèce
Synonymes
- Disteganthus scarlatinus (Henriq. ex Linden) G.Nicholson
- Distiacanthus scarlatinus Henriq. ex Linden
- Karatas scarlatina (Henriq. ex Linden) Harms

Bromelia scarlatina est une espèce de plantes tropicales de la famille des Bromeliaceae, présente au Brésil et en Équateur.

## Synonymes
- Disteganthus scarlatinus (Henriq. ex Linden) G.Nicholson
- Distiacanthus scarlatinus Henriq. ex Linden
- Karatas scarlatina (Henriq. ex Linden) Harms

## Distribution
L'espèce est présente du nord-est de l'Équateur au nord du Brésil.

## Description
L'espèce est hémicryptophyte.